# Подосинки (Могилёвская область)
Подосинки (бел. Падасінкі) — посёлок в Кричевском районе Могилёвской области Белоруссии. Входит в состав Бельского сельсовета.

## География
Посёлок находится в северо-восточной части Могилёвской области, в пределах Оршанско-Могилёвской равнины, к югу от железнодорожной линии Могилёв — Рославль, на расстоянии примерно 2 километров (по прямой) к западу от Кричева, административного центра района. Абсолютная высота — 174 метра над уровнем моря.
Климат посёлка характеризуется как влажный континентальный (Dfb в классификации климатов Кёппена).

## История
27 сентября 2024 года Лобковичский сельсовет Кричевского района Могилёвской области переименован в сельсовет «Бельскі» (на русском языке – «Бельский»).

## Население

### Численность
- 2009 год — 37 жителей

### Динамика
- 2009 год — 37 жителей